# Incshoni metró
Az incshoni metró (hangul: 인천도시철도, Incshon tosi csholdo, handzsa: 仁川都市鐵道, RR: Incheon dosi cheoldo) a dél-koreai Incshon (Incheon) városának metrója, mely szervesen kapcsolódik a Szöuli Fővárosi Területet kiszolgáló szöuli metróhoz, annak térképén is szerepel. Két vonala van, melyekről a szöuli metró 1-es, 7-es, Szuin (Suin) és AREX vonalára lehet átszállni. Egy harmadik vonal építését is tervezik.

## Vonalak
| Vonal               | Hangul              | Végállomások                                      | Állomások | Hossz   | Átadás |
|                     |                     |                                                   |           |         |        |
| Incshon (Incheon) 1 | 인천 도시철도 1호선 | Kjejang (Gyeyang) International Business District | 29        | 29,4 km | 1999   |
| Incshon (Incheon) 2 | 인천 도시철도 2호선 | Komdan Orju (Geomdan Oryu) Unjon (Unyeon)         | 27        | 29,2 km | 2016   |
|                     |                     |                                                   |           |         |        |